# Erick Wiemberg
Erick Andrés Wiemberg Higuera (* 20. Juni 1994 in Valdivia) ist ein chilenischer Fußballspieler. Der linke Außenverteidiger wurde 2023 chilenischer Pokalsieger und ist seit März 2021 Nationalspieler.

## Karriere

### Verein
Erick Wiemberg begann seine Karriere 2013 bei Deportes Valdivia in der Segunda División, der dritthöchsten Spielklasse im chilenischen Fußball. Mit Valdivia erreichte er den Aufstieg in die Primera B, nachdem das Team die Meisterschaft der Saison 2015/16 gewonnen hatte. In der Primera B spielte er bis Juli 2020, wobei er in der Saison 2019 an Unión La Calera aus der Primera División ausgeliehen war. Bei den Cementeros spielte er zudem in der Copa Sudamericana 2019 unter anderem gegen die brasilianischen Vereine Chapecoense und Atlético Mineiro.
Nach einem Vertragsstreit zwischen Deportes Valdivia und Unión La Calera spielte Wiemberg in der ersten Hälfte der Saison 2020 wieder für Valdivia und kehrte im Juli 2020 zu La Calera zurück. Zum Januar 2023 wechselte der Außenverteidiger auf Leihbasis zum amtierenden Meister CSD Colo-Colo. Im Januar 2024 wurde seine Leihe um ein weiteres Jahr verlängert.

### Nationalmannschaft
Erick Wiemberg debütierte in der Nationalmannschaft im März 2021 beim Freundschaftsspiel gegen Bolivien. Rund vier Jahre nach seinem Debüt bestritt er beim Freundschaftsspiel gegen Panama sein zweites Länderspiel.
Zuvor war er bereits Teil des erweiterten Trainingscamps unter Nationaltrainer Reinaldo Rueda.

## Erfolge
Valdivia
- Segunda División: 2015/16

Colo-Colo
- Chilenischer Pokalsieger: 2023